# John Long
Pour les articles homonymes, voir John Long (homonymie) et Long.
John Eddie Long (né le 28 août 1956, à Romulus, Michigan) est un ancien joueur américain de basket-ball évoluant au poste d'arrière.

## Biographie
À sa sortie de l'université de Détroit—la fusion entre Détroit et Mercy n'étant pas effective avant son départ--, il fut sélectionné par les Pistons de Détroit au 2e tour de la draft 1978. Il joue huit saisons pour les Pistons, réalisant sa meilleure saison en 1981-1982 avec 21,9 points par match. Long compose la paire d'arrière avec Isiah Thomas avant que Joe Dumars ne soit drafté.
Après que Dumars devienne titulaire, Long quitte le club pour les Pacers de l'Indiana, où il fut dépassé par Reggie Miller avant de rejoindre les Hawks d'Atlanta, puis les Raptors de Toronto. Il prend sa retraite en 1997 après avoir cumulé 12 131 points en carrière.

## Vie privée
Deux des neveux de John Long, Terry Mills et Grant Long, ont aussi joué en NBA.